# Cannes Open
O Cannes Open foi um torneio masculino de golfe no circuito europeu da PGA, disputado anualmente entre 1984 e 1998. Voltou ao calendário como um torneio único em 2001 para substituir o Estoril Open, que foi cancelado pelos organizadores devido a preocupações com segurança na sequência dos ataques do 11 de setembro nos Estados Unidos. O torneio teve diversos denominações devido a patrocinadores. Os vencedores incluem dois campeões dos principais torneios, o espanhol Seve Ballesteros e o galês Ian Woosnam.

## Campeões
| Ano                              | Campeão          | País             | Local          | Pontuação   | Par         | Margem de vitória | Vice-campeão(ões)                      |
| Cannes Open                      | Cannes Open      | Cannes Open      | Cannes Open    | Cannes Open | Cannes Open | Cannes Open       | Cannes Open                            |
| -------------------------------- | ---------------- | ---------------- | -------------- | ----------- | ----------- | ----------------- | -------------------------------------- |
| 2001                             | Jorge Berendt    | Argentina        | Cannes Mougins | 268         | −20         | 1 tacada          | Jean van de Velde                      |
| 1999–2000: Não houve torneio     |                  |                  |                |             |             |                   |                                        |
| 1998                             | Thomas Levet     | França           | Royal Mougins  | 278         | −6          | 1 tacada          | Phillip Price Sven Strüver Greg Turner |
| Europe 1 Cannes Open             |                  |                  |                |             |             |                   |                                        |
| 1997                             | Stuart Cage      | Inglaterra       | Royal Mougins  | 270         | −14         | 5 tacadas         | Paul Broadhurst David Carter           |
| Air France Cannes Open           |                  |                  |                |             |             |                   |                                        |
| 1996                             | Raymond Russell  | Escócia          | Royal Mougins  | 272         | −12         | 2 tacadas         | David Carter                           |
| 1995                             | André Bossert    | Suíça            | Royal Mougins  | 132*        | −10         | 2 tacadas         | Øyvind Rojahn Jean van de Velde        |
| 1994                             | Ian Woosnam      | País de Gales    | Cannes Mougins | 271         | −17         | 5 tacadas         | Colin Montgomerie                      |
| 1993                             | Rodger Davis     | Austrália        | Cannes Mougins | 271         | −13         | Playoff           | Mark McNulty                           |
| Credit Lyonnais Cannes Open      |                  |                  |                |             |             |                   |                                        |
| 1992                             | Anders Forsbrand | Suécia           | Cannes Mougins | 273         | −15         | 1 tacada          | Per-Ulrik Johansson                    |
| 1991                             | David Feherty    | Irlanda do Norte | Cannes Mougins | 275         | −13         | 3 tacadas         | Craig Parry                            |
| 1990                             | Mark McNulty (2) | Zimbabwe         | Cannes Mougins | 280         | −8          | 1 tacada          | Ronan Rafferty                         |
| 1989                             | Paul Broadhurst  | Inglaterra       | Cannes Mougins | 207^        | −9          | 1 tacada          | Jimmy Heggarty Brett Ogle Peter Senior |
| Cannes Open                      |                  |                  |                |             |             |                   |                                        |
| 1988                             | Mark McNulty     | Zimbabwe         | Cannes Mougins | 279         | −9          | 3 tacadas         | Ron Commans Joey Sindelar              |
| Suze Open                        |                  |                  |                |             |             |                   |                                        |
| 1987                             | Seve Ballesteros | Espanha          | Cannes Mougins | 275         | −13         | Playoff           | Ian Woosnam                            |
| 1986                             | John Bland       | África do Sul    | Cannes Mougins | 276         | −12         | 4 tacadas         | Seve Ballesteros                       |
| Compagnie de Chauffe Cannes Open |                  |                  |                |             |             |                   |                                        |
| 1985                             | Robert Lee       | Inglaterra       | Cannes Mougins | 280         | −8          | Playoff           | David Llewellyn                        |
| 1984                             | David Frost      | África do Sul    | Cannes Mougins | 280         | −8          | 2 tacadas         | Gordon Brand Jnr John Morgan           |

*Torneio reduzido para 36 buracos por causa da chuva

^Torneio reduzido para 54 buracos